# Codex Damascus
Codex Damascus je pozdně středověký kopiář a urbář cisterciáckého kláštera v severočeském Oseku u Duchcova.

## Historie oseckého archivu
Cisterciácký klášter v Oseku byl založen na sklonku 12. století jako dceřiná fundace německého vladsaského kláštera. Většina nejstarších oseckých listin se do 21. století dochovala jen ve formě opisu ve zdejších klášterních kopiářích. Nejstarších z nich byl vytvořen ve 40. letech 14. století, zbylé jsou jeho novověké opisy a rozšíření. Nazývá se Codex Damascus a můžeš se pyšnit titulem nejstaršího dochovaného klášterního kopiáře na našem území.
Rukopis si, ostatně jako celý osecký klášterní archiv, za staletí své existence prožil mnoho perných okamžiků. V době husitských válek byl klášter opakovaně napadán, a mniši byli nuceni se schovat u svých bratří v klášteře Altzella. Snažili se zachránit písemnosti uložené v archivu, tak je vzali s sebou a později, v polovině 15. století, se s nimi opět vrátili do Oseku. Větší ztráty utrpěl archiv v druhé polovině 16. století, kdy se klášter dostal do správy pražského arcibiskupství a tehdejší arcibiskup inicioval zničení některých archiválií. Pravděpodobně se již nedozvíme, o jaké všechny prameny nás tento počin ochudil, naštěstí se ale podařilo (mimo jiné) zachránit i nejstarší osecký kopiář. Podle klášterní tradice se měl oním zachráncem stát mnich Leonardem O. Erlachem z Erlenbachu, kterému se podařilo ho schovat mezi staré věci.
V první polovině 17. století zažíval osecký klášter renesanci. Klášterní statky se navrátily do rukou oseckých mnichů a oni se, plni odhodlání si tyto statky udržet, začali více zajímat o klášterní dějiny. Z tohoto období se dochovala řada pramenů dějepisné povahy, včetně několika různě zdařilých opisů Damascu.
I přes to, že kulturní rozvoj kláštera pokračoval až do konce 19. století, mniši se stále museli potýkat s různými těžkostmi. Přišlo náročné období 30leté války s vpády švédských vojsk. Po polovině 19. století se archivu (resp. knihovně) konečně začala věnovat větší pozornost. V následujícím století vznikly hned tři katalogizační systémy ve snaze uspořádat knihovnu i archiv co nejefektivněji.
Válečné a poválečné dějiny 20. století klášteru také příliš nepřály. Při sistaci kláštera v roce 1950 musely být všechny archiválie narychlo přesunuty, aby se jich co nejvíce zachránilo. Ujal se jich litoměřický archiv, kde zůstaly uložené dodnes.

## Fyzický popis rukopisu

#### Kodikologický popis
Kniha o přibližných rozměrech 18 x 26 cm je vázána v pevných dřevěných deskách opatřenými puklami (na obou původně 5 pukel, dnes dochovány po 3 jak na přední, tak i na zadní desce). Stáří rukopisu se podepsalo také na knižní vazbě, která musela být (pravděpodobně v průběhu novověku) vyztužena makulaturou, na které se nachází fragment notového zápisu liturgické hudby (konkrétně jde o konec zpěvu ofertorium a začátek zpěvu communio, které se zpívají na mši ke svátku Neděle po nanebevstoupení Páně). Na vnější okrajích desek jsou připevněny fragmenty šňůrek sloužících kdysi ke svázání knihy. Obě přídeští knihy byla původně pokryta čistým papírem, který byl v průběhu staletí popsán různorodými poznámkami. Přední přídeští posloužilo jako místo pro improvizovaný rejstřík k urbářové části rukopisu. Na zadním se nachází souvislý text pojednávající o přípravě léčivého odvaru.
Rukopis se skládá z 57 pergamenových fólií, z toho většina byla popsána, pouze 6 listů zůstalo čistých. Na těchto stranách jsou dobře viditelné řádky, které si písař předem narýsoval světlým inkoustem. Vazba rukopisu je tvořena třemi tematicky i fyzicky oddělenými částmi, které se dále člení na 8 složek. Stěžejní část tvoří 6 složek kvaternů, ve kterých je rozepsaná kopiářová část rukopisu. Sedmou složkou, od folia 49, přichází na řadu evidenční zápisy urbářového charakteru. Celý rukopis byl pravděpodobně vytvořen bez větších časových prodlev a ještě na konci 15. století do něj byly přibyly ještě dva opisy.
Vzorec pro fyzický popis rukopisu: [6 x IV (48)]1-6 + [III – 1 (53)]7 + [II (57)]8

#### Paleografický popis
Jazykem všech zápisů je latina. Celá kopiářová část rukopisu je psána jednou písařskou rukou, stejně tak i urbářová část, která je ale psána rukou o pár let mladší (obě spadají přibližně do poloviny 14. století). Obě písařské ruce používají upravenou a pěkně čitelnou gotickou minuskuli. Text je zarovnaný do bloku a v některých případech zleva mírně odsazený, aby vzniklo místo na zvětšenou iniciálu.
Kromě souvislých opisů listin se v kopiářové části rukopisu nachází také relativně velké množství marginálií různého stáří a charakteru. Jedná se především o přepisy datace arabskými číslicemi a výpisky o rozsahu klášterních držav. Svými marginálními poznámkami přispělo minimálně 14 různých písařských rukou z období 2. poloviny 15. století až do poloviny 20. století.

#### Výzdoba
Každý zápis v rukopise je uveden červenou rubrikou, která funguje jako regest. Stejným inkoustem jsou vyvedeny také zvětšené iniciály na začátku každého opisu a jemné zdobení některých slov v textu (především místní a osobní jména, slovy vypsaná datace a finanční obnosy apod.). Nevýrazné umělecké prvky jdou ruku v ruce s užitkovým charakterem rukopisu. Nenachází se zde žádný další barevný inkoust, žádné ornamentální či figurální motivy, natož jakékoli větší iluminace. Rubriky ani folia nebyly při vzniku očíslovány (číslování fólií bylo doplněno novověkým glosátorem).

## Obsah rukopisu
Damascus je pomocnou evidenční knihou kombinující prvky kopiáře a urbáře. Podrobnější tematické členění rukopisu poté kopíruje jeho fyzické rozdělení na tři oddíly. Nejrozsáhlejší je kopiářová část, která obsahuje 68 opisů opisů středověkých listin. Převažují zde různá privilegia přisuzující oseckému klášteru držbu statků či právo disponovat určitými svobodami. Tato majetkoprávní pořízení vystavoval konventu nejčastěji panovník, ale také rozliční šlechtici či městské rady z okolí, a to v období 1196-1343. Následuje oddíl s 11 tzv. emfyteutickými listinami (zvané také lokační listiny) ke klášterním vesnicím, které si na základě panovnického privilegia vystavoval klášter sám pro sebe.
Pořadí, ve kterém byly uvedeny emfyteutické listiny, dodržel i druhý písař při tvorbě třetí, urbářové, části rukopisu. Rozboru urbáře se věnoval R. Nový, který jej také edičně zpřístupnil.

## Dochování
V současné době je tento rukopis uložený ve SOA Litoměřice ve fondu ŘC Osek pod signaturou M III.3 s inventárním číslem 1641.
Ve stejném fondu je dochována několik novověkých opisů Damascu, rozšířených o opisy mladších majetkoprávních pořízení, a to včetně papežských listin, které v původním středověkém Damascu chybí.

### Internetové zdroje
- Přispěvatelé Encyklopedie knihy, Pukla [online], , c2018, Datum poslední revize 7. 12. 2018, 11:05 UTC, [citováno 13. 10. 2020] <http://www.encyklopedieknihy.cz/index.php?title=Pukla&oldid=13457>
- Přispěvatelé Encyklopedie knihy, Makulatura (rukopisná kniha) [online], , c2018, Datum poslední revize 17. 12. 2018, 16:40 UTC, [citováno 13. 10. 2020] <http://www.encyklopedieknihy.cz/index.php?title=Makulatura_(rukopisn%C3%A1_kniha)&oldid=16004>
- Přispěvatelé Encyklopedie knihy, Skladba [online], , c2018, Datum poslední revize 9. 10. 2018, 15:08 UTC, [citováno 13. 10. 2020] <http://www.encyklopedieknihy.cz/index.php?title=Skladba&oldid=11575>